# Holden Beach
Holden Beach est une ville américaine située dans le comté de Brunswick. En 2010, sa population était de 575 habitants.

## Démographie
| 1970 | 1980 | 1990 | 2000 | 2010 | - |
| ---- | ---- | ---- | ---- | ---- | - |
| 136  | 232  | 626  | 787  | 575  | - |

## Traduction
- (en) Cet article est partiellement ou en totalité issu de l’article de Wikipédia en anglais intitulé « Holden Beach, North Carolina » (voir la liste des auteurs).